# Danny Antonucci
Pour les articles homonymes, voir Antonucci.
Daniel Edward « Danny » Antonucci, né le 27 février 1957, est un animateur, cartooniste, réalisateur et producteur exécutif canadien, à l'origine des séries d'animation et courts-métrages Ed, Edd & Eddy, Lupo le boucher, Cartoon Sushi (en) et The Brothers Grunt (en).
Antonucci a été récompensé pour ses publicités pour la Converse Company, ESPN et Levi's. Ed, Edd et Eddy a été adaptée et diffusée dans 120 pays.

## Biographie
Les parents d'Antonucci sont canadiens d'origines italiennes. Sa vie en tant que nouvel arrivé immigrant dans un pays a largement influencé sa carrière. Antonucci a étudié aux Sheridan College of Visual Arts mais abandonne ses études pour une carrière d'animateur chez Canimage Production, une branche connexe d'Hanna-Barbera. Il a travaillé sur de nombreuses séries comme The Flintstones Comedy Hour, Scooby-Doo et Scrappy-Doo, Les Schtroumpfs, et Richie Rich. Il continue sa carrière à Vancouver, où il travaille sur des publicités pour Rocketship Limited, et créé son premier court-métrage d'animation Lupo le boucher. Chez MTV, il réalise un grand nombre de publicités ainsi que sa série The Brothers Grunt. Il participe aussi à la création de l'émission Cartoon Sushi. En 1999, il crée Ed, Edd et Eddy pour Cartoon Network.